# Paulo Emilio
Paulo Emilio (født 3. januar 1936, død 17. maj 2016) var en brasiliansk fodboldspiller og træner.